# Blomningstid (psalm)
Blomningstid är en psalm för barn med text av Ingela "Pling" Forsman och musik av Mats Wickén från 1993. Första strofen börjar: "Fylld av längtan vaknar våren, fri från vinterns band."

## Inspelningar
Sången spelades även in, och utkom på skiva 2011.

## Text
Texten till psalmen lyder:
Fylld av längtan vaknar våren,
fri från vinterns band.
Varmt och vänligt rör oss ljuset,
som en ängels hand.

Solen smeker värme mot jorden,
väcker allt till liv
och för vår skull står hon åter
i sin blomningstid.

Hör hur fågelsången stiger
upp mot himlens höjd.
Se hur regnet fuktar marken,
föder blomsterfröjd.

Känn hur allting andas och doftar,
himmelen är vid
och på jorden får vi åter
se en blomningstid.

Tack för alla dessa under,
som sker år från år
hoppets ljus i mörka stunder
våra ögon når.

Hjärta som av missmod har mattats,
än finns hopp om frid.
I gemenskap går vi åter
mot en blomningstid.

Vi står små inför det stora,
ser i ödmjukhet
livets styrka i det lilla,
alltings evighet.

Människa som lever på jorden,
fröjda dig därvid.
Genom kärlek sår vi åter
för en blomningstid.

## Publicerad i
- Psalmer i 90-talet som nr 862 under rubriken "Dagen och årets tider".
- Psalmer i 2000-talet som nr 943 under rubriken "Dagen och årets tider"